# Familia Ásad
La familia Ásad es una familia de origen sirio conocida por haber gobernado Siria desde 1971, cuando Háfez al-Ásad se convirtió en presidente tras el golpe de Estado, ocurrido el 13 de noviembre de 1970, hasta el derrocamiento de su hijo y sucesor, Bashar al-Ásad, el 8 de diciembre de 2024. La familia pertenece a la minoría alauí y son originarios de la tribu Kalbiyya. En 1927, Alí ibn Suleimán cambió su apellido de «al-Wahsh», cuyo significado en árabe es «el salvaje», a «al-Ásad», que significa «el león».
Algunos miembros de esta familia han tenido puestos destacados tanto en el Gobierno sirio como en el Ejército de Siria a partir de 1963, cuando el partido Baath llegó por primera vez al poder. Las conexiones de la familia están presentes entre la mayor parte de los políticos más importantes de Siria. Bastantes miembros cercanos de la familia de Háfez al-Ásad han obtenido puestos en el Gobierno desde su ascensión al poder.
Los miembros más relevantes de la amplia familia Ásad son:
- Háfez al-Ásad (1930-2000), presidente de Siria (1971-2000).
  - Anisa Makhlouf (1934-2016), esposa de Háfez, ex primera dama de Siria.
    - Bushra al-Ásad (1960), hija de Háfez; farmacéutica, casada con Assef Shawqat.
      - Asef Shawqat (1950-2012), marido de Bushra al-Ásad; subdirector del ejército sirio. Cinco hijos.

    - Basel al-Ásad (1962-1994), hijo de Háfez; candidato originario para la sucesión, fallecido en un accidente de coche.
    - Bashar Haféz al-Ásad (1965), hijo de Háfez, presidente de Siria (2000-2024), oftalmólogo y cirujano.
      - Asma al-Ásad (1975), esposa de Bashar, ex primera dama de Siria. Tres hijos.

    - Majid al-Ásad (1966-2009), hijo de Háfez; ingeniero eléctrico, fallecido después de una enfermedad.
      - Ru’a Ayyoub (1976), esposa de Majid. Sin hijos.

    - Maher al-Ásad (1967), hijo de Háfez; director de la Guardia Presidencial.
      - Manal al-Jadaan, esposa de Maher. Dos hijas.
- Yamil al-Ásad (1933-2004), hermano de Háfez; parlamentario, comandante de la milicia.
- Rifaat al-Ásad (1937), hermano de Háfez; anteriormente el poderoso jefe de seguridad, ahora en el exilio en Francia después del intento de golpe de Estado en 1984.
- Adnan al-Ásad, primo de Háfez; jefe de la milicia armada en Damasco.
- Muhammad al-Ásad, primo de Háfez; otro líder de la milicia armada.
- Suleiman Hilal al-assad, primo de Háfez.[5][6]
- Adnan Majluf, primo de Anisa; comandante de la Guardia Republicana.
- Rami Majluf (1969), primo de Bashar; hombre de negocios.